# Troubles de 1907 au Pendjab
Les troubles de 1907 au Pendjab sont une période de troubles dans la province indienne britannique du Pendjab (en), principalement autour du projet de loi sur la colonisation qui a été mis en œuvre dans la province en 1906. Ces évènements sont souvent considérés comme le début du mouvement de liberté au Pendjab. Les dirigeants importants de ce mouvement incluent Ajit Singh et Het Thakkar entre autres.

## Projet de loi sur la colonisation
Le projet de loi sur la colonisation a été adopté en 1906. La loi sur l'aliénation des terres du Pendjab, de 1900 (en) avait déjà provoqué un sentiment de mécontentement parmi les classes urbaines d'élite, et le projet de loi sur la colonisation prévoyait le transfert de propriété d'une personne après sa mort au gouvernement s'il n'avait pas d'héritiers. Le gouvernement pourrait vendre la propriété à n'importe quel promoteur public ou privé. C'était complètement contraire aux conditions sociales prévalant dans la région et, par conséquent, il a été rejeté par toutes les parties.

## Agitation
L'agitation contre ces mesures du gouvernement a été menée par Ajit Singh, oncle de Shaheed Bhagat Singh, il a appelé à des «mesures extrêmes». La première des manifestations a été organisée dans la colonie de Chenab, qui était censée être la plus touchée par ce projet de loi. La première manifestation a vu diverses organisations soumettre des mémorandums au gouvernement pour redresser leurs griefs, mais le gouvernement n'a prêté aucune attention à ces documents. Cette agitation fut suivie d'une protestation à Lyallpur. Ces agitations ont conduit à la formation de sociétés secrètes comme Anjuman-i-Muhibhan-i-Watan, dont le fondateur était Ajit Singh, un Jat Sikh qui aurait le soutien de Lajpat Rai. Cette période a également vu des protestations de la classe ouvrière dans les chemins de fer de Rawalpindi. Cette période a vu des agitations de masse qui ont finalement abouti à la déportation d'Ajit Singh.

## Rébellion de Jat Paltan
En 1907, à l'époque de la partition du Bengale (1905), les soldats du Jat paltan (en) se sont révoltés et se sont rangés du côté des révolutionnaires bengalis pour s'emparer du trésor du gouvernement. Leur révolte fut écrasée par les colons britanniques et plusieurs soldats du Jat durent subir de longues peines d'emprisonnement.